# Sveto
Sveto este o localitate din comuna Komen, Slovenia, cu o populație de 205 locuitori.